# Cotis I de Tràcia
Cotis I (en llatí Cotys, en grec antic Κότυς), era un rei de Tràcia amb seu a Seutòpolis. Va fer costat a Gneu Pompeu contra Juli Cèsar, i va enviar com a reforç un cos auxiliar sota el comandament del seu fill, el príncep Sadales l'any 48 aC.